# Pisztrángkeltető (Garadna-völgy)

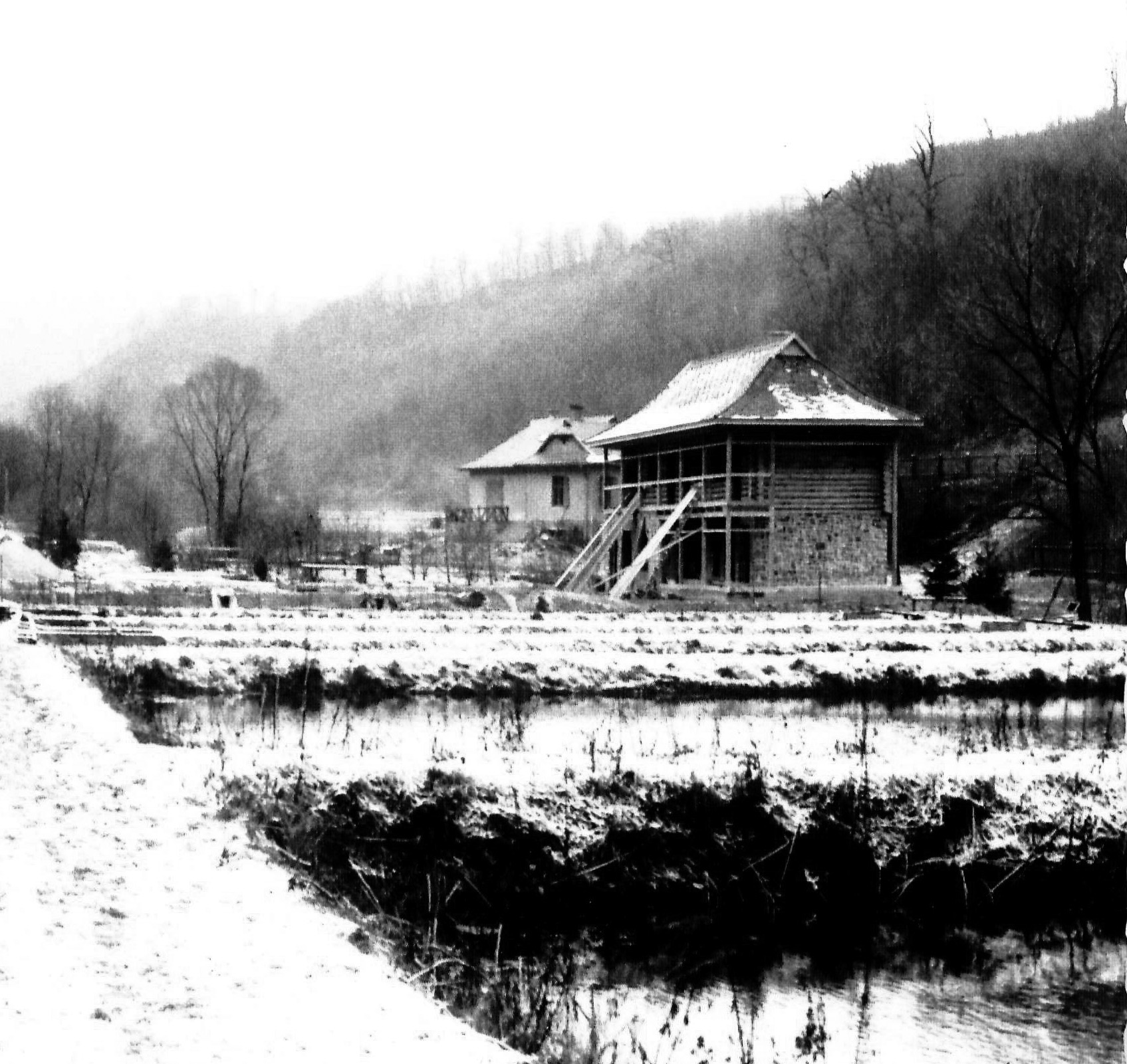
A pisztrángtelep főépületének építése (1932)

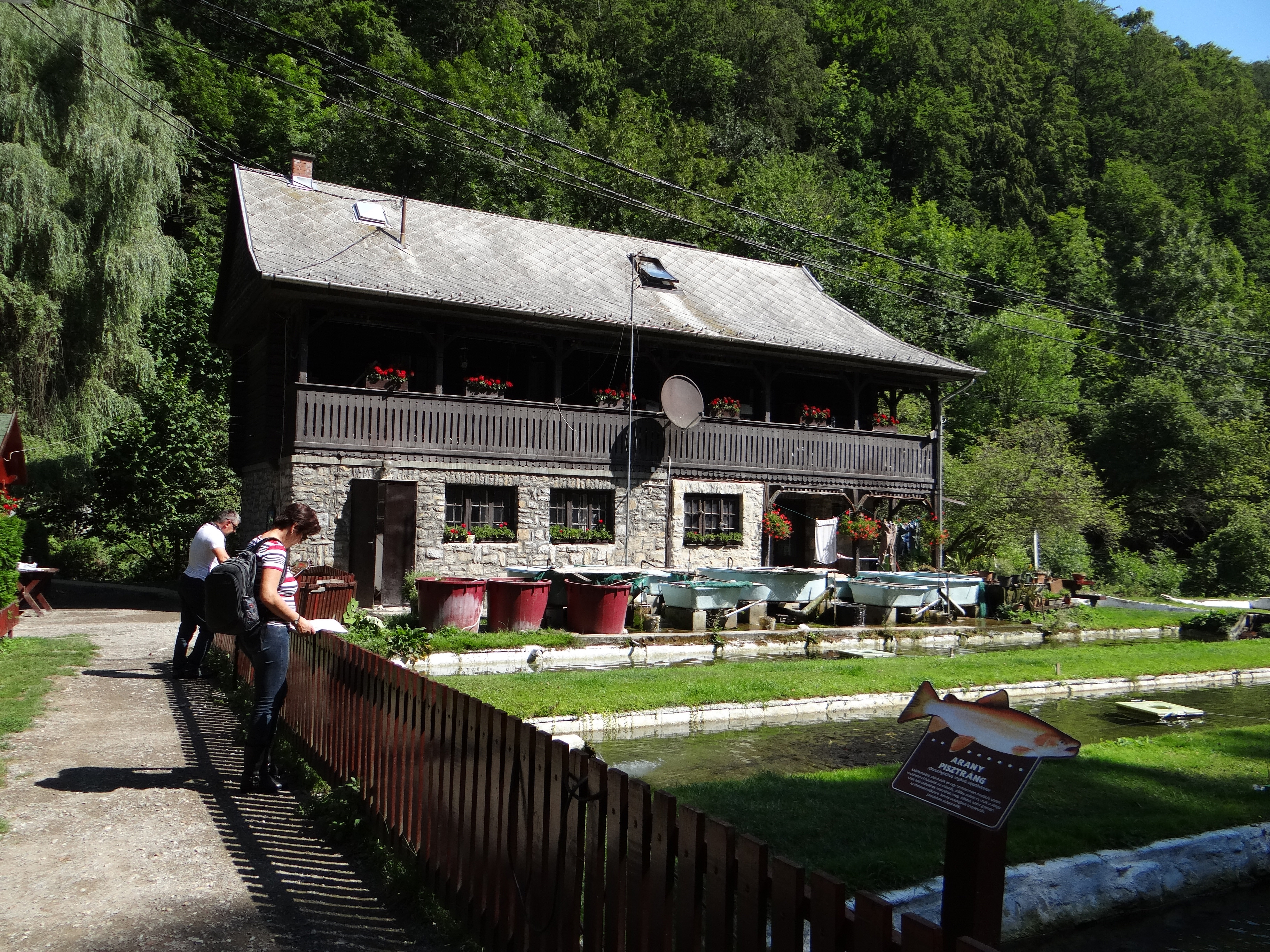
A telep főépülete napjainkban

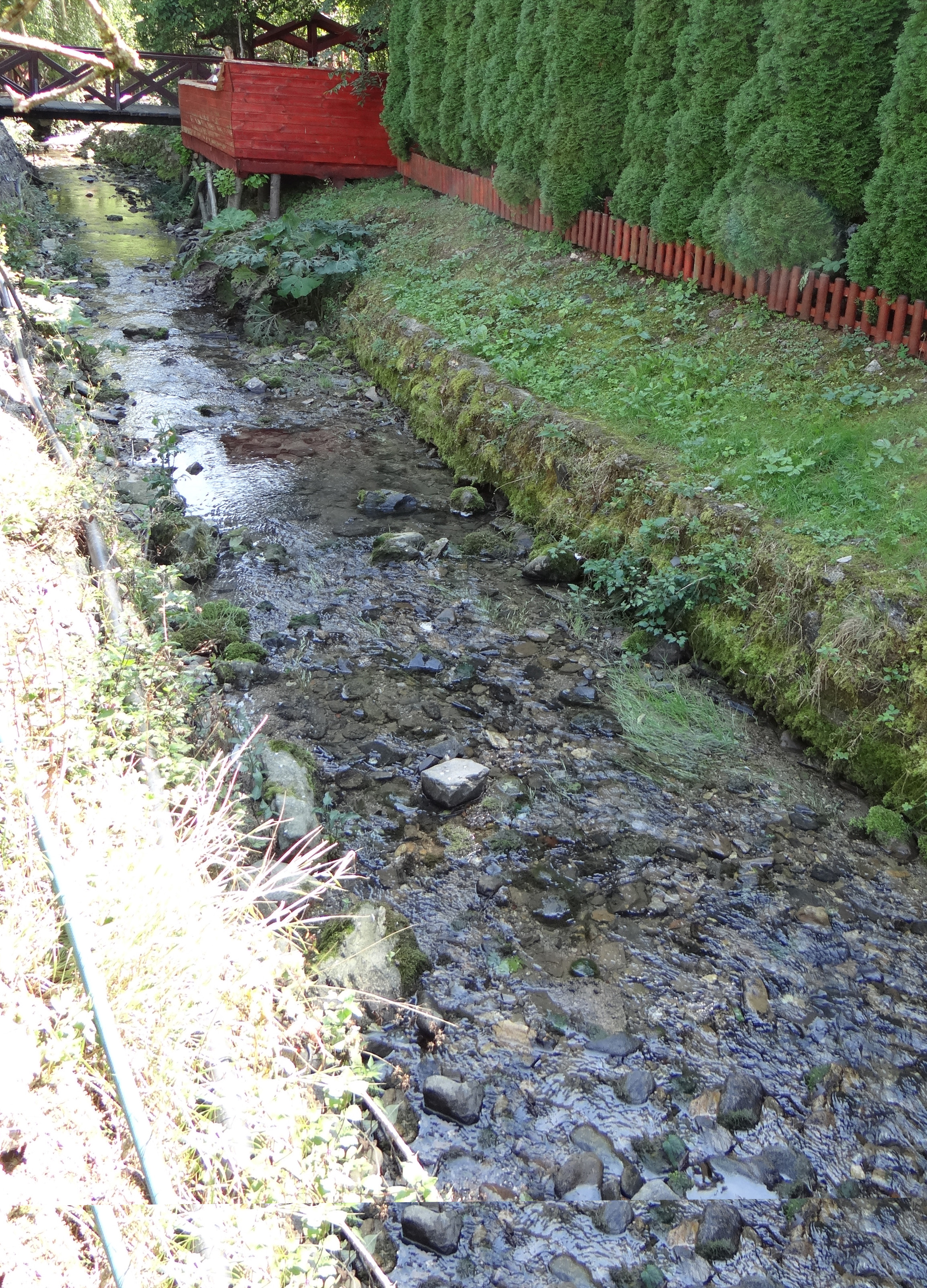
A pisztrángtelepen átfolyó Garadna patak, most éppen víz nélkül. Ilyenkor a forrás összes vizét a miskolci ivóvízhálózatba juttatják

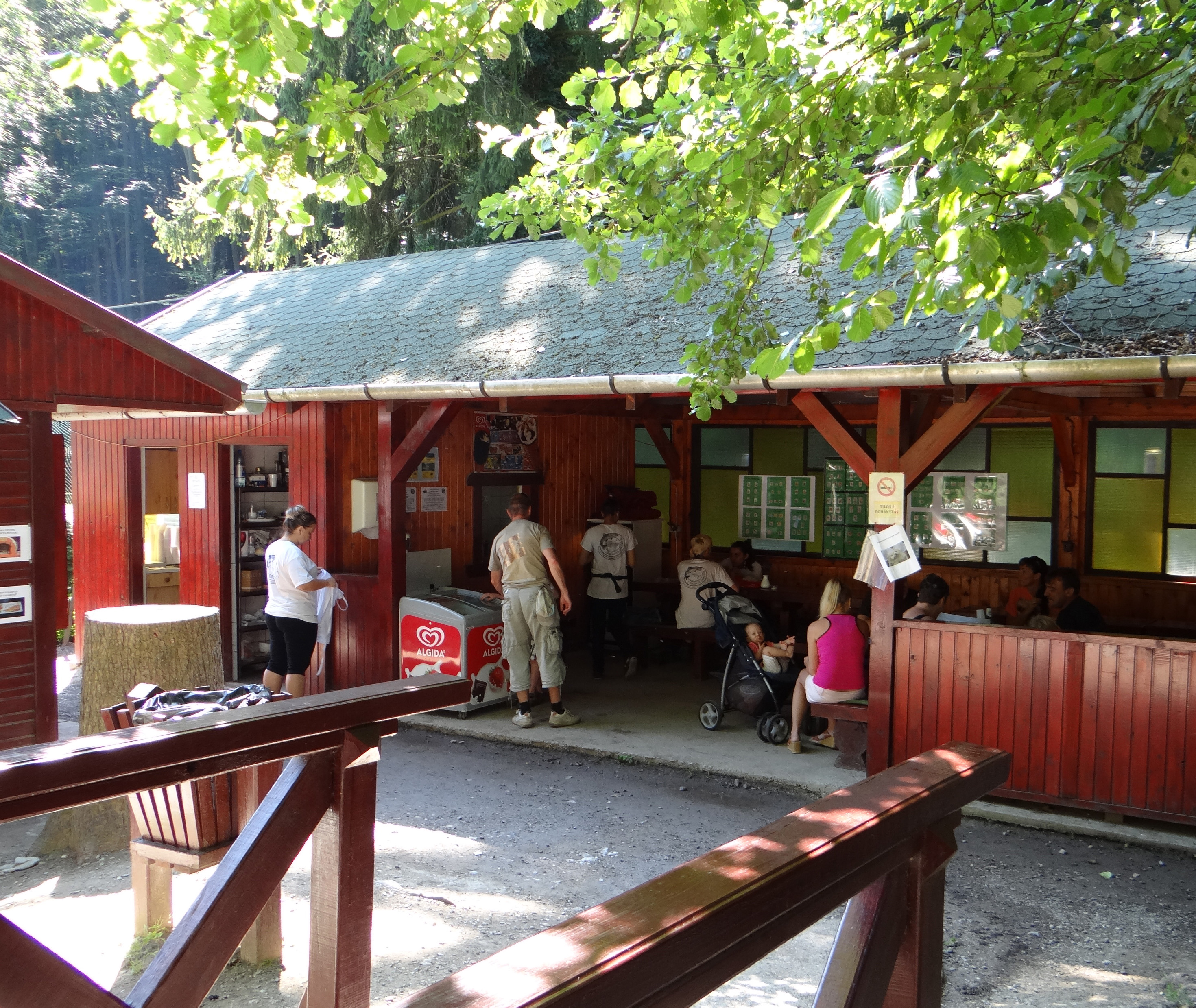
A halsütöde étterme. Ezen kívül még vannak kinti nyitott padok is

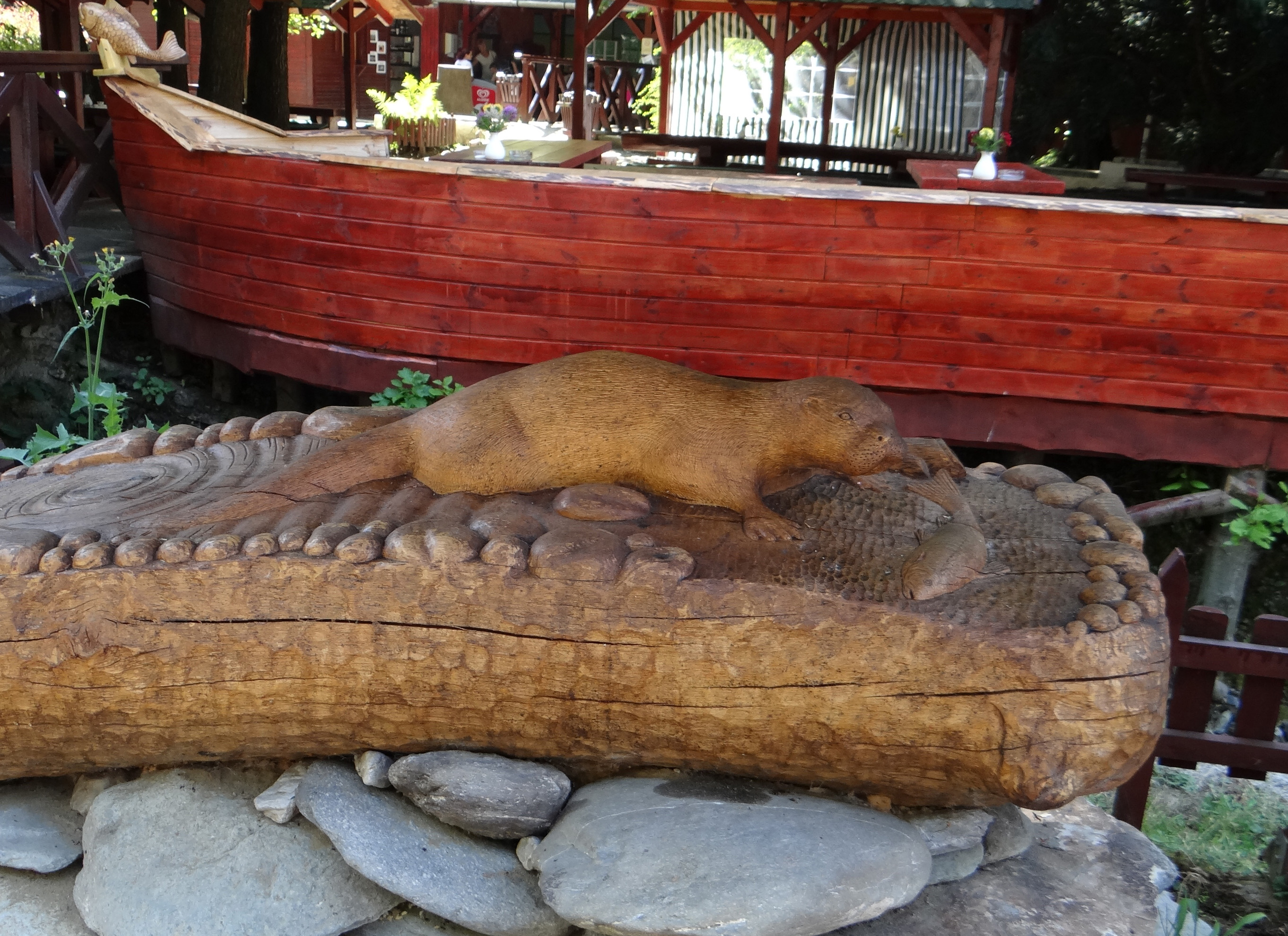
Szondy Sándor 2011-ben avatott fa Lutra-szobra a pisztrángtelepen

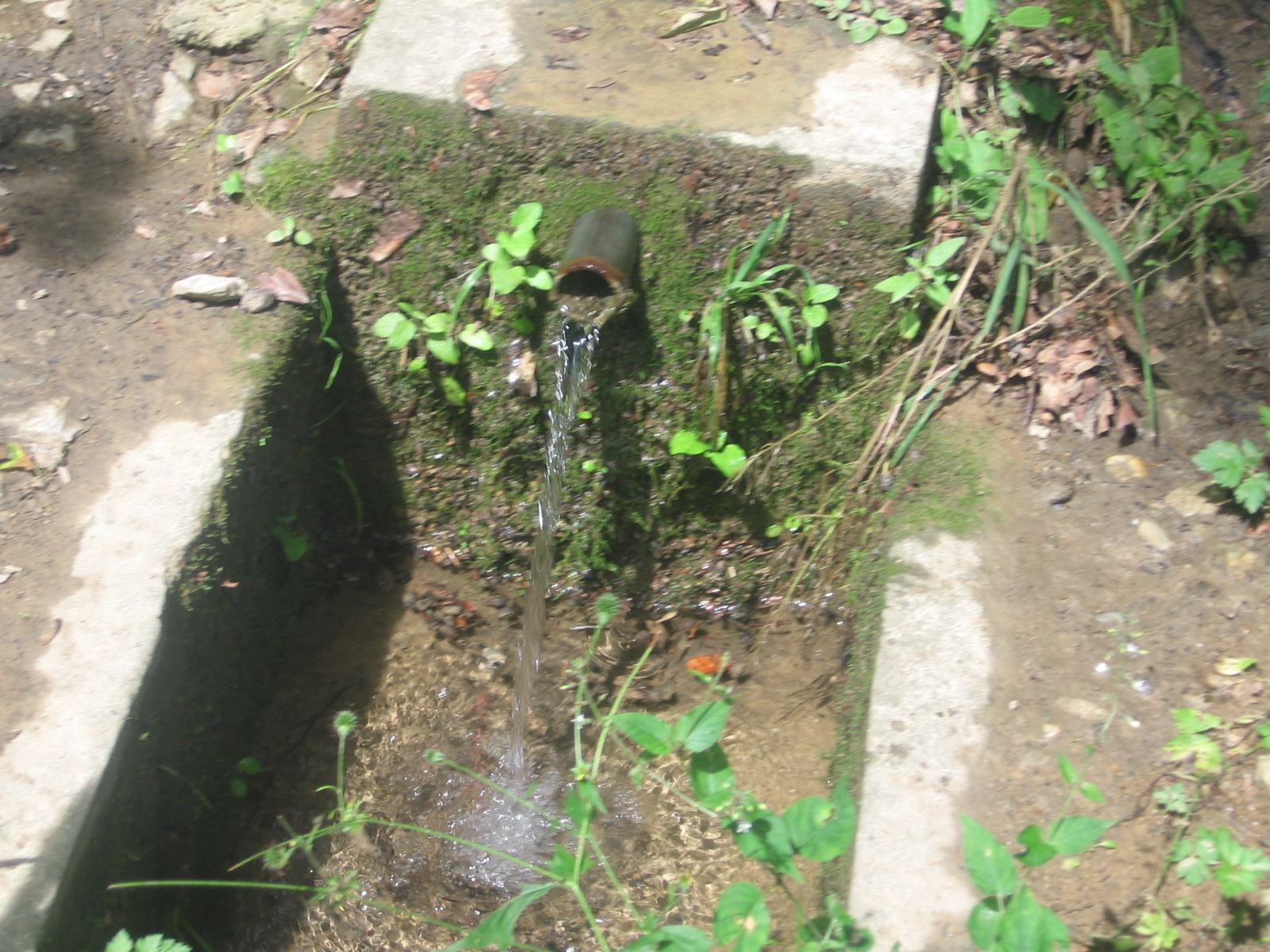
Hárs kút a keltető közelében, tőle északra. Nagyobb esőzések idején sokkal több víz áramlik le a kis éren

A Lillafüredi pisztrángtelep a Garadna-völgyben helyezkedik el a Bükk-vidéken, Lillafüred közelében. A telep maga tenyészti a pisztrángokat, amelyek szűk tűrésű állatok, folyamatosan biztosítani kell a víz megfelelő hőmérsékletét, oxigéntartalmát és áramlási sebességét. Az őshonos sebes pisztrángot már csak itt tenyésztik nagyobb tételben Magyarországon.

## Története
Herman Ottó már 1906-ban javasolta az Országos Halászati Felügyelőségnek a Szinva patak völgyében egy szakszerű pisztrángtelep megépítését, ami akkor különböző okok miatt nem valósult meg. 1932-ben a Hámori-tó pisztrángjainak 80%-a betegség miatt elpusztult. Ekkor merült fel újra, hogy az 1906-os tervek alapján épüljön meg egy pisztrángkeltető telep. Ahova Herman Ottó eredetileg javasolta, ott fürdőtelep, villák épültek, és egy farakodó került kialakításra. A választás ekkor a Garadna völgyére esett, ahol a Margit-forrás állandó hőmérsékletű, oxigéndús vize az ikrakeltetésre, tavak táplálására a legmegfelelőbb volt. A Magyar Királyi Erdőigazgatóság 1932 őszén kezdte meg az építkezést. Először egy 32 m²-es keltetőház épült fából. Később elkészült négy tó a Garadna-patak jobb partján.
A hivatalos megnyitó 1933. január 10-én volt, az első ikraszállítmány március 1-jén érkezett Traismauerből, majd Znióváraljáról. Az ikraszállítmány megérkezésével egy időben került a telepre Vásárhelyi István, aki mint erdőőr állt alkalmazásban, de 1912–14 között Erdélyben egy pisztrángos gazdaságnál dolgozott. Közben elkezdődött egy saját anyaállomány kialakítása is, amit a környező patakokból fogtak be. 1934-ben további két tó, majd 1939-ben négy tó épült, amelyek vízellátását a Garadna-patak biztosította. 1940–41-ben új keltetőházat építettek a régi helyett, amely erősen elhasználódott.
A második világháború alatt a Garadna-völgy is hadszíntérré vált, 1944. december 12-én a teljes halállomány megsemmisült. A patakokból visszafogott pisztrángokkal indult ismét a termelés.
Vásárhelyi Istvánt 1958-ban nyugdíjazták, de mivel utána rohamosan visszaesett a termelés, szaktanácsadóként visszavették. Haláláig, 1968-ig dolgozott a telepen úgy, hogy mellette felbecsülhetetlen értékű hal-, csiga-, rovar-, kisemlős-faunakutatást végzett, és több mint 500 cikke jelent meg hazai és külföldi szaklapokban.
A telep állapota, és ezzel együtt a termelés 1968-tól kezdve rohamosan romlott. 1980–82-ben évente 120 000 ikrát és 1–1,2 tonna étkezési pisztrángot tudott előállítani. 1983-tól, Vásárhelyi István után először ismét olyan vezetést kapott a telep, akinek szakmája a haltenyésztés. Mára a termelés a vízhozamtól függően eléri a 30–36 tonnát, és 0,5–1 millió ikrát keltetnek évente.
A vállalkozásukkal egy időben, 1991-ben nyitották meg az Erdei halsütöde nevű kis kerthelyiséget.

## A halak értékesítése
A halak egy részét helyben sütve vagy füstölve árusítják saját halsütödéjükben, ahol a pisztrángokon kívül egyebet nem is nagyon árusítanak. A többi halat tartósítással (főleg fagyasztásos módszerrel) más éttermekbe szállítják, így a lillafüredi éttermeket is ők látják el pisztránggal.
A rendszeres felvásárlók:
- Tókert Étterem és Panzió (Lillafüred)
- Lillafüredi Park Büfé Étterem (Lillafüred)
- Végállomás Étterem és Söröző (Diósgyőr)
- Vadász Étterem és Panzió (Répáshuta)
- Talizmán Étterem, Panzió (Diósgyőr)
- Zip's Brewhouse (Miskolc)
- Kortyolda Söröző-Étterem (Miskolc)
- Hungária Panzió és Étterem (Miskolc-Tapolca)
- Impresszió Klub-Étterem (Miskolc)
- Erzsébet Királyné Szálloda és Étterem (Gödöllő)
- Magtár Fogadó (Noszvaj)
- City Hotel (Miskolc)
- Katlan Tóni Vendéglője a Malomhoz (Veresegyház)
- Anyukám Mondta Restaurant (Encs)

## Árvízkárok
Mivel a telep a Garadna-patak völgyében van, áradás esetén a nagy vízgyűjtő terület miatt nagy mennyiségű víz folyhat át a telepen. 2006. június 2-án (pénteken) árvíz volt a Bükkben, pontosabban a Garadna-völgyben. Négy óra alatt 84 milliméter (Jávorkút) és 127 milliméter (Bánkút) csapadék hullott a vízgyűjtő területen. A hegyoldalról és a közeli Hárs-kútból lezúduló vízhez még hozzáadódott a megáradt Garadna-patak, így térdig érő víz volt a telephely amúgy száraz területein. A töméntelen mennyiségű iszapos víz kimosta a pisztrángtelepről a halakat. A pisztrángok sokasága átúszott Miskolcon is a Szinván, és mivel a patakban alapból élnek pisztrángok a megfelelő körülmények miatt, nagy részük tovább élt ott.
A 2010-es árvíz a 2006-osnál súlyosabb volt. A főhullám május 21-én és június 1-jén jött. Az áradás miatt többször le kellett zárni a Miskolcra vezető utak egy részét is. A halak és a sütöde bútorai elmosása mellett több helyen a földet is elmosta, ezzel megrongálva a vezetékeket, töltéseket is. A telep dolgozói az áradás idején is próbálták szabaddá tenni a víz útját, hogy gyorsabban lefolyjon, és homokzsákokkal is védekeztek a károk enyhítése érdekében.

## A szükséges víz
A telep főleg a Garadna vizét hasznosítja. A patak hideg, gyors folyású vize alkalmas a pisztrángok életfeltételeinek megteremtéséhez, de a kapacitás növelése és a vízzel való takarékoskodás érdekében nagy tavakat hoztak létre, ahonnan szökőkútszerűen vezetik be a vizet, így több oxigén kerül bele. A Garadnán kívül még közeli forrásokból is nyernek vizet, például a Margit-forrásból. Ennek vize az emberi fogyasztásra is alkalmas, ha valaki egy pohár vizet kér, akkor onnan hoznak.
A pisztrángok nagyon érzékenyek a víz oxigénszintjére. A kis oxigéntartalom szabad szemmel is látható jelei:
- a halak a víz beáramlása felé úsznak, ott összegyűlnek,
- a halak nagyon gyorsan köröznek, így több vizet szűr át kopoltyújuk,
- a halak hassal felfelé úsznak.

## Megközelítés
Tömegközlekedéssel

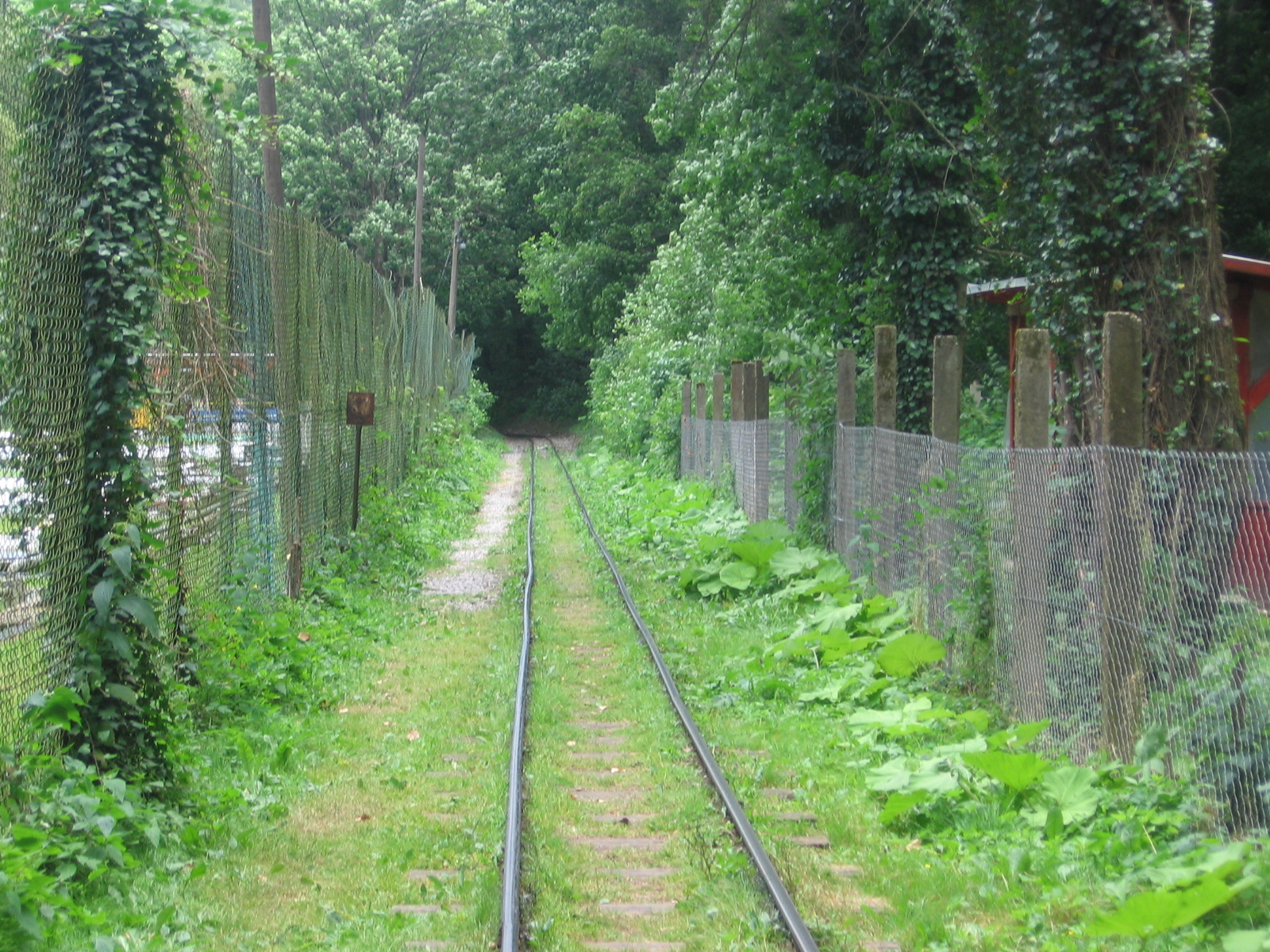
A kisvasút ilyen közel megy a telephez, mégsem létesítettek megállót

- A 15-ös busszal érhető el, a Pisztrángkeltető elnevezésű megállónál kell leszállni, a megálló közvetlenül a telep főbejáratánál van.
- A LÁEV erdei vasút ugyan közvetlenül a telep mögött megy el, de legközelebbi megállója (Közép-Garadna) 400 méter sétára van, ahonnan a Pisztráng tanösvényen haladva lehet elérni a keltetőt. A tanösvényen két út van. Az egyik felviszi a turistákat a hegyre, a másik a műút mellett vezet. Gyakori megoldás még, hogy a kisvasút sínpárja mentén sétálnak oda az emberek.

Közúton
- Az Ómassa felé vezető úton kell haladni, a telep Lillafüred és Ómassa között van, a telep melletti szakasz külön táblával meg van jelölve. Parkolóhely azonban csak kevés van, az autóval érkezőknek célszerű Felső-Hámorban az ingyenesen igénybe vehető P+R parkolóban hagyni autóikat, és a 15-ös busszal felmenni a telepig. Motorok és kisebb autók azonban könnyen elférnek.